# 2002 في إسبانيا
فيما يلي قوائم الأحداث التي وقعت خلال عام 2002 في إسبانيا.

## سياسة

### تعيين في المنصب
- 1 يناير – ماريانو راخوي المتحدث باسم الحكومة الإسبانية [الإنجليزية]‏،وزير الرئاسة  [لغات أخرى]‏.

## رياضة
- 1 يناير – جائزة كتالونيا الكبرى للدراجات النارية 2002
- 1 يناير – طواف إسبانيا 2002

## ظهور
- 1 يناير – لاس كيتشاب

## أفلام
من الأفلام التي صدرت هذه السنة في إسبانيا:
- 15 مارس – الحديث معها من إخراج بيدرو ألمودوبار.

## برامج ومسلسلات وأنمي
- قلب المدينة
- هوسبيتال سنترال

## وفيات

### يناير
- 17 يناير – كاميلو خوسيه ثيلا (مواليد 1916) روائي إسباني.

### فبراير
- 13 فبراير – رامون غروسو (مواليد 1943)
- 14 فبراير – دومينيك بالامانيا (مواليد 1914) لاعب كرة قدم.

### أبريل
- 11 أبريل – خايمي خويس (مواليد 1906) فنان قصص مصورة إسباني.

### يونيو
- 12 يونيو – خوسيه سيرا جيل (مواليد 1923) دراج إسباني.

### أغسطس
- 19 أغسطس – أنطونيو باريوس (مواليد 1910) لاعب كرة قدم.

### أكتوبر
- 11 أكتوبر – اميليو غارسيا (مواليد 1931)
- 21 أكتوبر – بيرناندينو بيريز (مواليد 1925)

### ديسمبر
- 21 ديسمبر – خوسيه إييرو (مواليد 1922) شاعر إسباني.